# European Hot 100 Singles
欧洲百强单曲榜（英語：European Hot 100 Singles）是《告示牌》与《Music & Media》自1984年3月至2010年12月出版的一份音乐榜单。该榜单排行依据基于16个欧洲国家，包括奥地利、比利时（法兰德斯与瓦隆尼亚分开计算）、丹麦、芬兰、法国、德国、希腊、匈牙利、爱尔兰、意大利、荷兰、挪威、西班牙、瑞典、瑞士和英国的单曲销量。
该榜单在停止发布之前已累积了400多首冠军单曲。最后一期榜单于2010年12月11日发布，榜单最后一首冠军单曲是蕾哈娜的《萬中選一》。現在，《告示牌》發行的泛歐洲音樂榜單只有歐洲數位歌曲榜和歐洲數位曲目榜（Euro Digital Tracks）。

## 外部連結
- Stills of titles sequence Coca Cola Eurochart Top 50 (Sky Channel UK 1988) （页面存档备份，存于）
- Stills of titles sequence Coca Cola Eurochart Hot 100 (Super Channel UK 1989) （页面存档备份，存于）